# Jorge Cvitanic Simunovich
Jorge Cvitanic Simunovich (Punta Arenas, 16 de abril de 1913 - 9 de agosto de 1971) fue un contador y político radical chileno. Hijo de Jorge Cvitanic y Dominga Simunovic. Contrajo matrimonio con Ljuba Kusanovic Kusanovic (1951).

## Actividades profesionales
Hizo sus estudios en el Colegio Salesiano y en el Liceo de Hombres de Punta Arenas. Ingresó luego al Instituto de Contadores de Magallanes, donde egresó como Contador auditor (1938).
Fue funcionario del Banco de Punta Arenas, donde llegó a ser sub-contador (1929-1949). Se desempeñó como auditor en la Empresa Nacional del Petróleo (ENAP) (1950-1961).

## Actividades políticas
Militante del Partido Radical, siendo presidente de la asamblea radical de Magallanes.
Elegido regidor de la Municipalidad de Punta Arenas (1947-1949) y alcalde (1949-1950).
Fue elegido Diputado por la 27ª agrupación departamental de Magallanes, Última Esperanza y Tierra del Fuego (1961-1965), integrando la comisión permanente de Agricultura y Colonización.
Fue Director de la Sociedad Rural de Magallanes, presidente del Club Yugoeslavo y promotor de diversas actividades deportivas de Magallanes, como fútbol, atletismo, boxeo ciclismo, entre otras, lo cual le valió el nombramiento de miembro honorario de la Sociedad de Gimnasia de Magallanes.
Participó del Club de La Unión y del Club de Leones.